# RW Dames Herentals
Le Rood-Wit Dames Herentals, fondé en août 1974 sous le nom Sefa Dames Herentals, est un club de football féminin belge situé à Herentals dans la province d'Anvers. 

## Histoire
En 1971, la Fédération belge de football autorise le football féminin. Le 1er championnat national est joué en trois séries et Sefa Herentals concourt. En 1973, la compétition est réformée et la  1re division consiste désormais en une série, Sefa Herentals y participe. En 1974, le club devient indépendant. Le club joue le milieu de tableau. En 1978, le club atteint la finale de la Coupe de Belgique mais perd contre Astrio Begijnendijk aux tirs au but. En 1980, le club devient champion national et réalise le doublé avec sa 1re victoire en Coupe.

En 1981, le nom du club est changé en Rood-Wit Dames Herentals. Sous ce nom, le club a remporté Coupe de Belgique pour la 2e fois en 1982. L'année suivante, RWD Herentals est champion mais perd la finale de la Coupe.

RWD Herentals continue à jouer le top. En 1987, nouvelle finale de Coupe de Belgique avec une défaite à la clé. Après plusieurs places d'honneur, le club redevient champion national en 1988 pour la 3e fois. Jusqu'au milieu des années 1990, RWD Herentals est un des principaux clubs belges. Après cela, il descend rapidement les échelons. En 1996, le club termine avant-dernier avec une victoire et un match nul en 26 matchs. Après plus de deux décennies au plus haut niveau, le club est relégué en 2e division. RWD Herentals n'y jouera jamais, il déclare forfait pour la saison 1996-1997. Le 10 avril 1998, le club cesse définitivement ses activités.

## Palmarès
- Champion de Belgique (3) : 1980 - 1983 - 1988
- Vice-Champion de Belgique (4) : 1982 - 1984 - 1989 - 1992
- Coupe de Belgique (2) : 1980 - 1982
- Finaliste Coupe de Belgique (3) : 1978 - 1983 - 1987
- Doublé Championnat de Belgique-Coupe de Belgique (1) : 1980

### Bilan
- 5 titres